# RFA Argus (A135)
RFA Argus (A135) je cvičná letadlová loď provozovaná Royal Fleet Auxiliary, pomocnou složkou britského královského námořnictva. Ve službě je od roku 1988. Vznikla přestavbou civilní kontejnerové lodě MV Contender Benzant. Primárně slouží jako nemocniční plavidlo, sekundárně k leteckému výcviku. Během války může fungovat i jako podpůrný nosič letecké techniky a nákladu. Má za sebou celou řadu misí včetně války v Zálivu. Britské ministerstvo obrany počítá s jejím provozem nejméně do roku 2030.

## Stavba

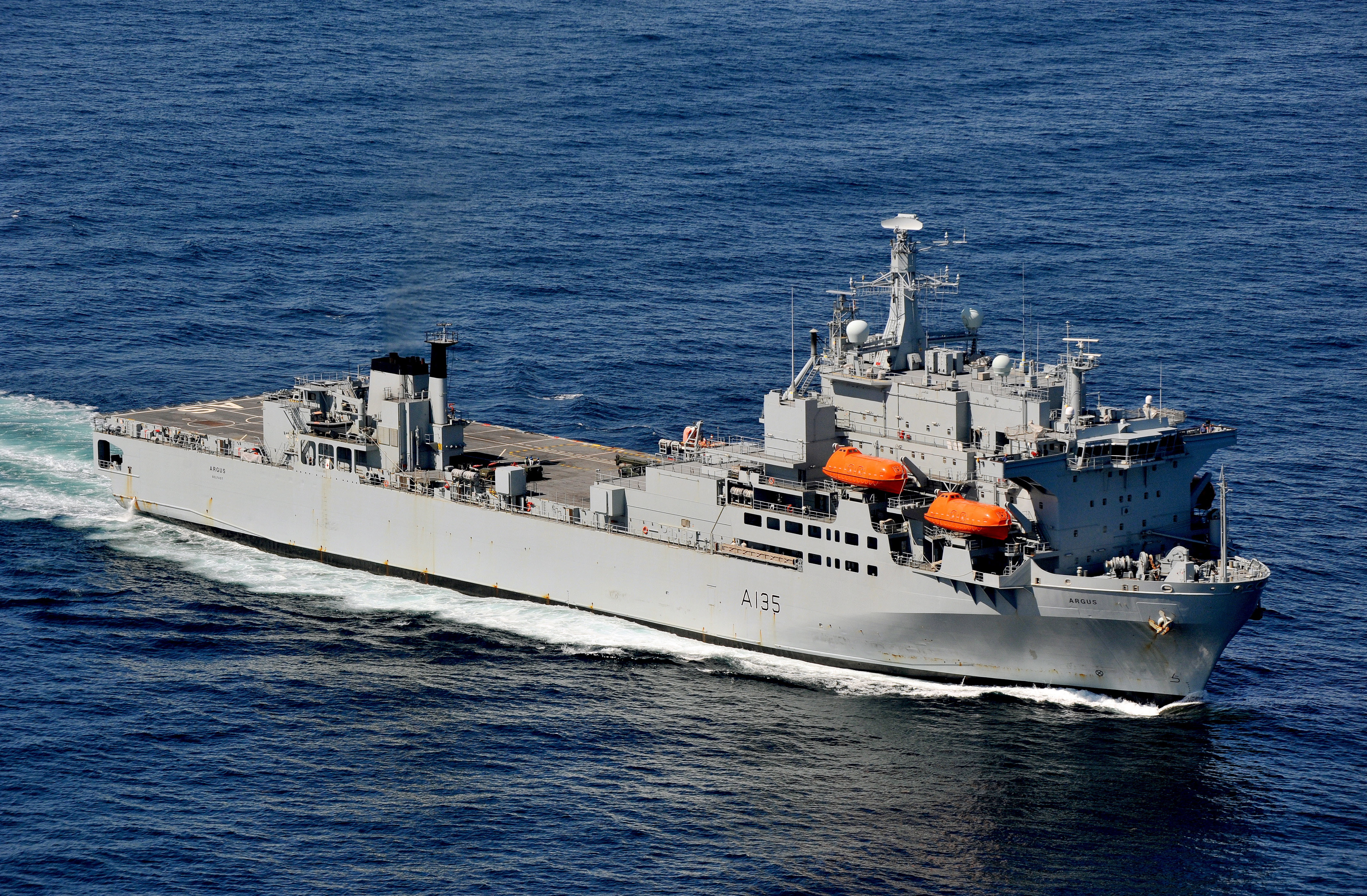
Argus

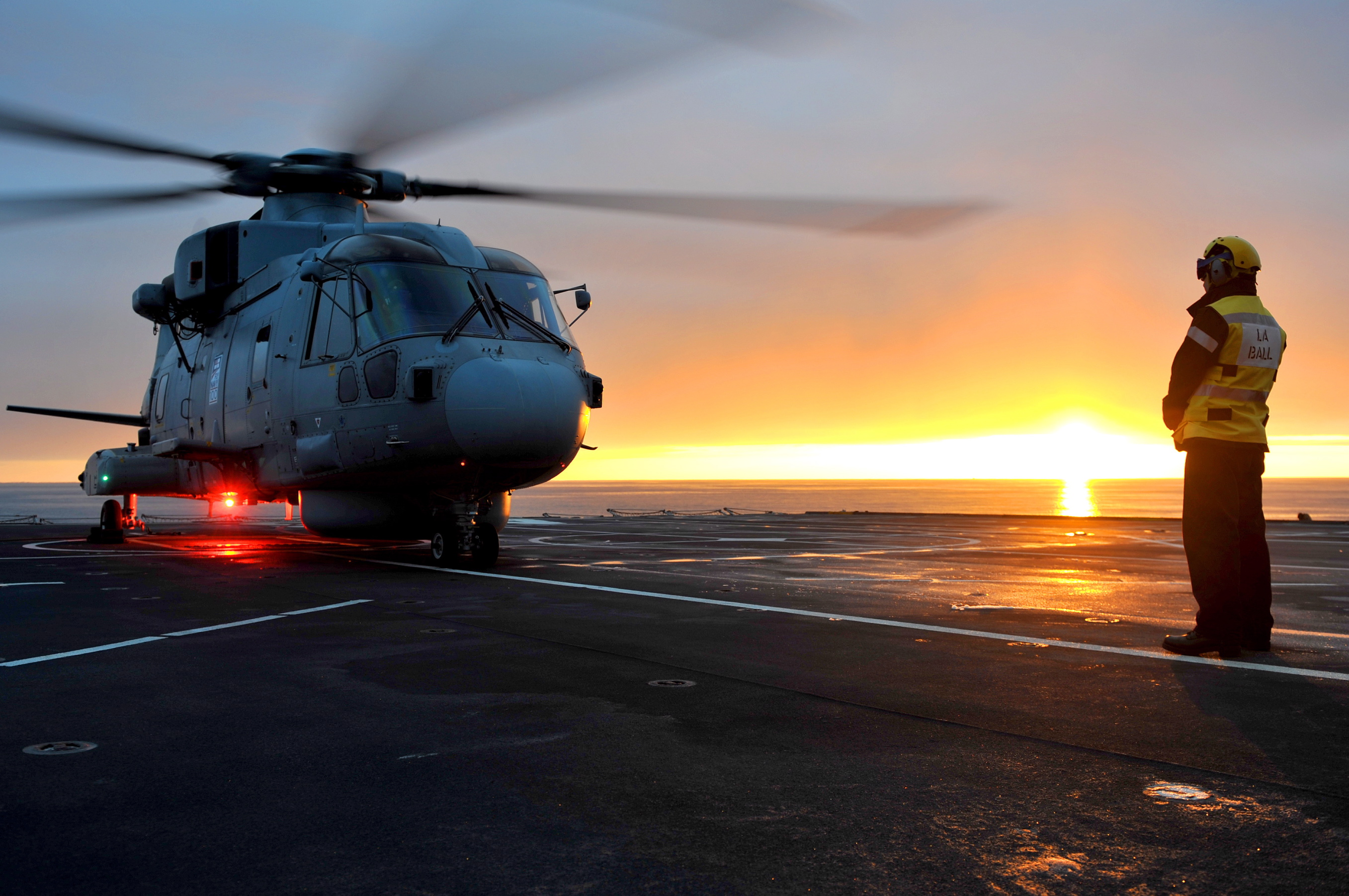
Vrtulník Merlin na palubě Argus

Plavidlo postavila italská loděnice CNR Breda v Benátkách jako kontejnerová loď typu Roll-on/roll-off MV Contender Benzant. V této podobě Britové plavidlo nasadili u Falkland jako improvizovaný nosič vrtulníků. Po válce bylo plavidlo vráceno společnosti Sea Containers Ltd. Po válce chtělo námořnictvo získat vrtulníkovou útočnou loď. Zvažovalo přitom rozsáhlou přestavbu sesterského plavidla MV Contender Argent, která by byla vybavena průběžnou letovou palubou a pojmula by až 12 vrtulníků a 800 vojáků. Kvůli nedostatku financí se tento projekt neuskutečnil. Naopak MV Contender Benzant prošel v loděnici Harland and Wolff v Belfastu méně nákladnou přestavbou na cvičnou letadlovou loď Argus. Plavidlo bylo mimo jiné vybaveno hangárem a letovou palubou ve střední části trupu. Do služby byla zařazena v roce 1988 a nahradila tak RFA Engadine (K08). Po přestavbě sloužila primárně k výcviku námořních pilotů a v době války mohla být nasazena jako pomocný nosič letecké techniky. Plnohodnotný nosič vrtulníků námořnictvo získalo roku 1998 v podobě nově postaveného HMS Ocean (L12).

## Konstrukce
Argus je vybaven palubní nemocnicí se 100 lůžky, zahrnující čtyři operační sály, 10 lůžek na jednotce intenzivní péče a CT skenner. V případě potřeby loď pojme až 750 vojáků. Letová paluba, umístěná mezi mohutnou hlavní a menší záďovou nástavbou, má celkem tři přistávací body. Po první přestavbě mohla loď nést šest transportních vrtulníků Sea King či dvanáct kolmostartujících letounů Sea Harrier. Do hangáru ale může naložit jiný náklad, včetně vozidel. Obrannou výzbroj tvoří dva 20mm kanóny a čtyři 7,62mm kulomety. Pohonný systém tvoří dva diesely Lindholmen-Pielstick o výkonu 23 400 shp. Nejvyšší rychlost je 22 uzlů. Dosah je 20 000 námořních mil při rychlosti 20 uzlů.

## Operační služba

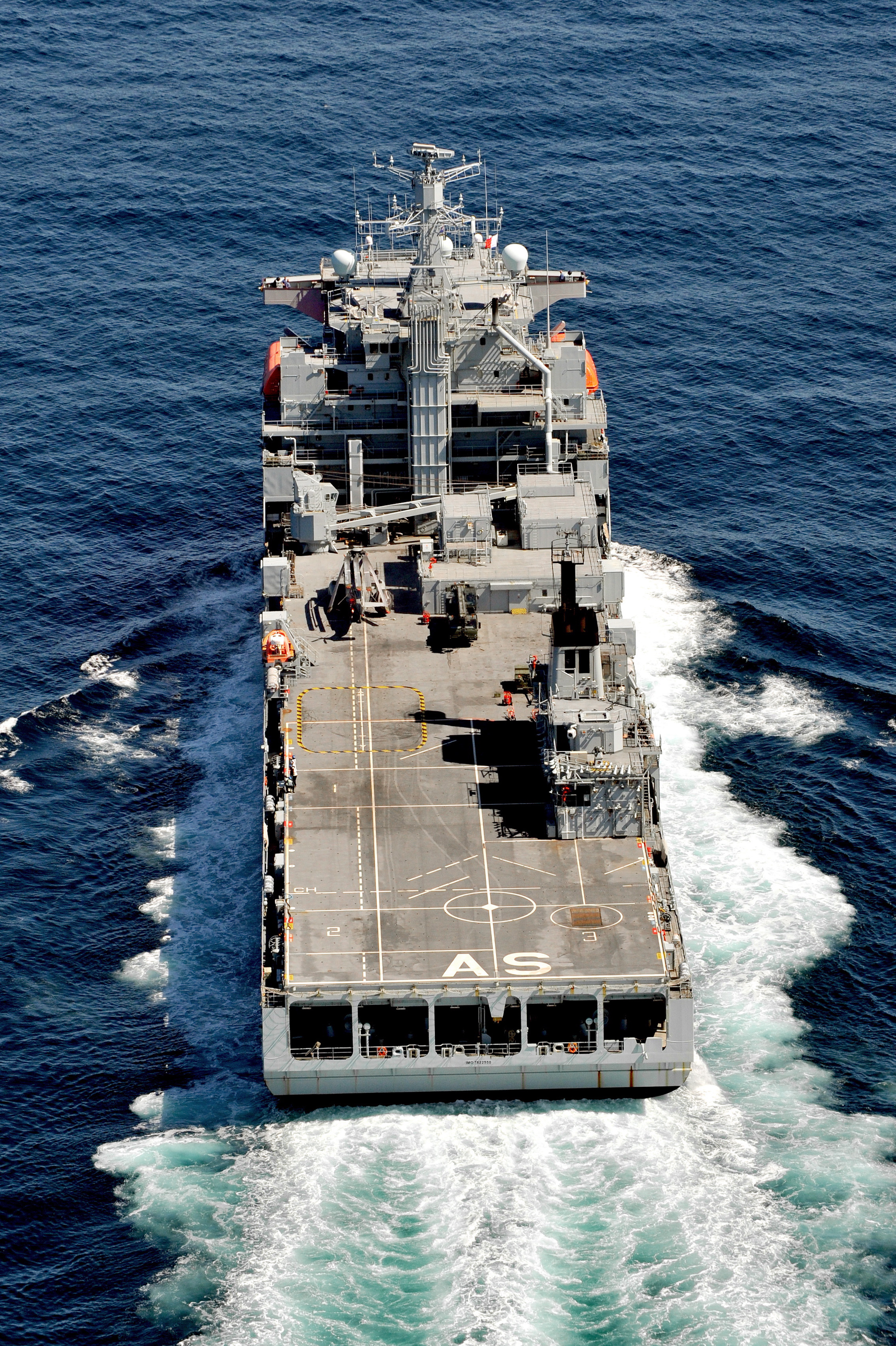
Argus

V původní podobě byl Argus vyslán do Falklandské války jako transportér letecké techniky. Později byl přestavěn na cvičnou letadlovou loď. V této podobě slouží od roku 1988. Účastnil se celé řady misí. Roku 1991 byl vyslán do války v Zálivu. Sloužil v roli Primary Casualty Receiving Facility (PCRF), a proto byl vybaven palubní nemocnicí. Plavidlo se následně zapojilo do operací v Bosně (1993), Kosovu (1999), Sierra Leone (2001) a Iráku (2003).
V letech 2006–2009 byl Argus modernizován tak, aby mohl zůstat v provozu nejméně do roku 2020. Byly přitom významně rozšířeny jeho nemocniční kapacity, aby loď mohla být nasazována v místech katastrof či konfliktů jako nemocniční. Naopak její role v leteckém výcviku poklesla. Plavidlo ani po modernizaci nebylo označeno červeným křížem, protože nesplňuje kritéria daná Ženevskou konvencí. Je vyzbrojeno a může nést vojenskou leteckou techniku.
V říjnu 2014 byla loď vyslána na šestiměsíční misi do Sierra Leone, aby se zapojila do opatření proti epidemii viru Ebola. V dubnu 2020 byla loď odeslána do Karibiku, aby se zapojila do boje s pandemií covidu-19.
Původně bylo plánováno vyřazení plavidla bez náhrady v roce 2024. RFA by tak přišlo o důležité schopnosti. Proto bylo v červnu 2022 rozhodnuto o prodloužení provozu Argusu do roku 2030. V roli plovoucí nemocnice jej měla nahradit připravovaná plavidla z programu Multi-Role Support Ship (MRSS). Později bylo oznámeno, že Argus získá schopnosti pro plnění role Littoral Strike Ship (LSS), tedy podpůrného plavidla pro provádění pobřežních operací. Na LSS přitom bude upravena ještě jedna z pomocných dokových výsadkových lodí třídy Bay.
V roce 2024 Argus společně s pomocnou výsadkovou lodí RFA Lyme Bay absolvovaly dlouhé nasazení v Indickém a Tichém oceánu. V březnu 2025 skončila pětiměsíční generální oprava plavidla v zařízení A&P Falmouth. Přestože byla opravena řada závad, kvůli nedostatku financí nebyly odstraněny všechny, včetně problémů s protipožárními dveřmi, přetrvávajícím únikem z balastní nádrže a opotřebovaným těsněním hlavního výtahu pro letadla, které bylo třeba vyměnit. Dne 8. června 2025 Argus připlul na základnu v Portsmouthu. Ještě v červenci 2025 však dle serveru Navy Lookout nemohl odplout k opravě do Falmouthu, neboť mu byl odebrán bezpečnostní certifikát kvůli nesplnění minimálních bezpečnostních standardů. RFA tak v této době neměla žádné funkční obojživelné výsadkové plavidlo.